# Po–2
Az U–2, 1944 után Po–2 szovjet többcélú kétfedelű repülőgép. Az U az ucsebnij, oktató repülőgép rövidítése. Beceneve Kukuruznyik (oroszul: Кукурузник), a szó eredetileg kukoricás-t, azaz kukoricaföldet jelent. Ezen kívül hívták „Ogorodnyik”-nak (Zöldségkertész) és „Repülő iskolapadnak” is. NATO-kódja Mule (öszvér). A megbízható, egyszerű, valamint olcsó alacsonytámadó, légi felderítő, lélektani fegyver és futár repülőgép a háború alatt bebizonyította, hogy az egyik legsokoldalúbb könnyű harci repülőgép, amelyet a Szovjetunióban építettek. A szovjet idők leghosszabb ideig gyártásban lévő gépévé vált azzal, hogy egészen 1978-ig gyártották.
Elképzelhető, hogy a repüléstörténet második legnagyobb darabszámban készült, illetve a legtöbb példányban készült kétfedeles repülőgépe, több mint 40 000 db 1928 és 1953 között épült PO–2 géppel.[forrás?] Hiába mutatják a gyári adatok, hogy a gyártás 1952-es befejezéséig az U–2 és Po–2 oktató, valamint bombázó típusokból 20-30 000 közötti darabszám készülhetett, a pontos számot nehéz megbecsülni. Ui. 1959-ig kisebb javító üzemekben, műhelyekben és repülő klubokban valószínűleg tovább folytatódott a gyártás.

## Tervezés és fejlesztés
A repülőgépet Nyikolaj Polikarpov az U–1 gyakorló repülőgép (Avro 504), a szovjet szóhasználatban Avruskának becézett típus felváltására tervezte. A szovjet elnevezési gyakorlattal összhangban, amely szerint a tervező nevének kezdőbetűit felhasználják a gép nevében, Polikarpov 1944-es halála után a gép neve Po–2-re változott.
Mihail Gromov berepülőpilóta 1928. január 7-i első repülésekor az U–2-es prototípusának hajtóerejét a Svecov M–11 74 kW-os (99 LE) öthengeres léghűtéses csillagmotor biztosította. Az előszéria 1928. év végi próbáira, valamint a szériagyártás 1929-es elindítására is leningrádi 23-as számú gyárban került sor. A gyártását a Szovjetunióban 1953-ban fejezték be, de CSS–13 típusjellel Lengyelországban 1959-ig gyártották.

## Harci alkalmazása

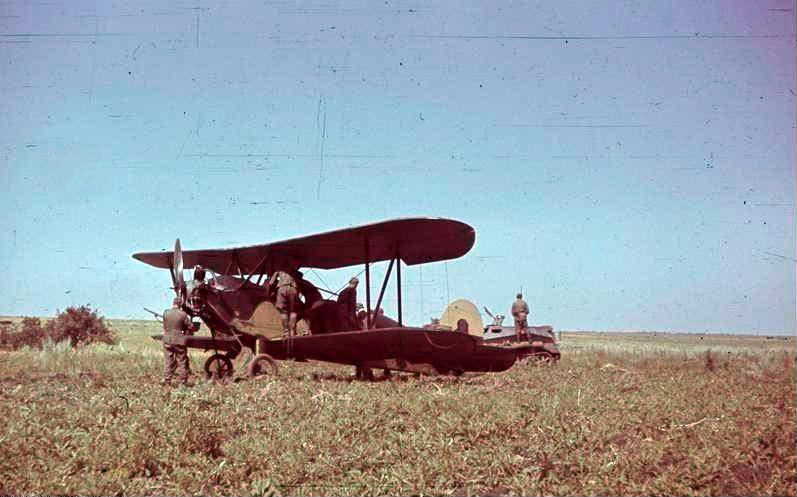
Kényszerleszállást követően a német csapatok által zsákmányolt, sérült és hátrahagyott Po–2 (1941)

Az U–2 a Szovjetunió alapvető polgári, valamint katonai kiképző gépévé vált, melynek tömeggyártása a Moszkva melletti Vörös Pilóta gyárban folyt. Használták szállításra, valamint katonai futár feladatokra STOL adottságai miatt. A Kukuruznyik gúnynév a szintén a kezdetektől gyártott mezőgazdasági változattól ered.
Habár a kortárs repülőgépeknél jóval elmaradottabb volt, a Kukuruznyik alaposan kivette a részét a keleti fronti szolgálatból, elsősorban mint futár, kutató-mentő és egyetemes szállító. Különösen nagy hasznát vették a frontvonal mögött harcoló szovjet partizán alakulatok támogatásánál. A 40 000-es darabszám elérését segítette az alacsony ár és az egyszerű karbantarthatóság. 1949-ben beszüntették ugyan a Po–2 Szovjetunión belüli gyártását, de az Aeroflot javítóüzemeiben 1959-ig még számos példányt szereltek össze.
A gép felfegyverzésével kapcsolatos első próbák 1941-ben bombákkal zajlottak.
Az 1941 szeptemberében Odessza védelme során az U–2-eseket felderítő és könnyű, rövid hatótávolságú bombázó feladatokra használták. Az első ellenséges tüzérség elleni bombázást Pjotr Bevz pilóta egy polgári változattal hajtotta végre. 1942-től alakították ki könnyű bombázó, valamint alacsony támadó feladatokra.
Nyikolaj Polikarpov vezetése alatt, aki támogatta az elgondolást, elkészült a U–2VSZ (vojszkovaja szerija – katonai változat), amely egy könnyű éjszakai bombázó lett. Az 50 vagy 100 kg-os bombákat, amelyek össztömege 350 kg lehetett, az alsó szárnyakra szerelték fel. A lövész fülkéjét felfegyverezték SKASZ géppuskával, vagy DP golyószóróval.
Zörgő hangja miatt a Wehrmacht csapatok a Nähmaschine (varrógép) gúnynévvel illették, a finn csapatok pedig a Hermo saha (idegfűrész) nevet aggatták rá. Az ellenség hamar tisztába lett az U–2-esek által jelentett fenyegetéssel. Külön ehhez a típushoz alkalmazandó útmutatót is kaptak a Luftwaffe pilótái, akik megvetően csak orosz rétegelt lemeznek csúfolták. Ezeknek a misszióknak a fizikai pusztítását akár jelentéktelennek is lehetne tekinteni, de a német csapatokra gyakorolt pszichológiai hatása sokkal szemmel láthatóbb volt. Még tovább fokozva a német csapatokon a keleti fronti hadműveletben egyébként is rendkívül nagy nyomást, hogy jellemzően az éjszaka közepén teljesen váratlanul támadtak, megvonva a német csapatoktól a pihenés lehetőségét, akiknek állandó készültségben kellett lenniük. Jellemző eljárásuk az volt, hogy néhány méterrel a föld felett kacskaringós útvonalon repülve, a célponthoz közel felhúzták a gépet és leállították a motort, a bombázást vitorlázó módban végrehajtva. Így a célponttá vált csapatoknak csupán a szárnyak merevítő kábelei között hátborzongatóan süvítő szél utalt a közelgő támadásra. A Luftwaffe vadászai számára három okból is különösen nehéznek bizonyult a Kukuruznyik lelövése: a kezdetlegesnek számító repülőgép borzalmas mennyiségű sérüléssel is repülőképes maradt, a pilóták védekező taktikát választva a fák koronáinak magasságában repültek, és mind a Messerschmitt Bf 109, mind a Focke-Wulf Fw 190 átesési sebessége a szovjet repülőgép maximális utazósebességével egyezett meg, ezzel megnehezítve az újabb gépek dolgát abban, hogy a Po–2-t a szükséges ideig saját fegyverük tüzelési tartományában tarthassák. A éjszakát megzavaró szovjet Po–2-es egységek arra ösztönözték a Luftwaffét, hogy az 1930-as évekből megmaradt saját idejétmúlt nyitott pilótafülkés kétfedeles és egyszárnyú, de felsőszárnyas repülőgépeiből a keleti fronton hasonló ún. Störkampfstaffel "zaklató repülőszázadokat" szervezzen. Végső tervként beépítse ezeket mind a nagyobb Nachtschlachtgruppe (éjszakai támadó csoport) egységekbe, mind a néhány repülőszázadból álló egységekbe.
Az U–2 arról is ismert, hogy e típust használta az 588. Éjszakai Bombázó Ezred, melynek mind a pilótái, mind a kiegészítő földi személyzete nőkből állt. Az egység a német mélységi állások ellen intézett merész kis magasságú rajtaütéseiről vált hírhedtté. Egy alkalommal Jekatyerina Rjabova és Nagyezsda Popova veterán pilóták tizennyolc ilyen bevetést is végrehajtottak egyetlen éjszaka alatt. A női pilóták felfigyeltek arra, hogy azon egyszerű ok, hogy nők az ellenfelek, tovább fokozza az ellenség lehangoltságát. A női pilóták ezzel kivívták maguknak a "Éjszakai Boszorkányok" nevet (németül: Nachthexen, oroszul: Ночные Ведьмы/Nocsnije Vegymi). Az alakulat 24 tagja érdemelte ki a Szovjetunió Hőse és számos a Vörös Zászló érdemrend kitüntetést, a legtöbb túlélő közel 1000 harci repülőbevetést teljesített a háború végéig és kivették a részüket Berlin bevételéből is.
A Lengyel Légierő ezt a lassú és fordulékony gépet légifelderítő és lázadóellenes feladatokra használta az Ukrán Felkelő Hadsereg Beszkidek hegységben tartózkodó csapatai ellen. A pilótákat és a navigátorokat utasították, hogy keressék az Ukrán Felkelő Hadsereg csapatösszevonásait, és szükség szerint vonják őket tűz alá gépfegyvereikkel és gránátokkal. Az Ukrán Felkelő Hadseregnek több alkalommal is sikerült néhány Po–2-t lelőnie, de soha egyetlen darabot nem tudtak használni, vagy zsákmányolni, ui. a pilótáknak parancsuk volt arra, hogy az ellenséges területen bekövetkező baleset, vagy kényszerleszállás után gyújtsák fel.
Észak-Korea hadereje a Po–2-t hasonló feladatokra használta a koreai háborúban. Jelentős számú Po–2-t állított hadrendbe Észak-Korea légiereje, éjszakai rajtaütéseik során súlyos károkat okozva a Dél-Koreát támogató csapatoknak. 1951. november 28-án 03:00-kor egy magányos Po–2 megtámadta Phenjan repülőterét Korea északnyugati részén. Egy Po–2 a 8. Vadász-Bombázó Egység repülőterének betonjára koncentrálva egy fürtös repeszbombát dobott a parkoló P–51 Mustang gépek sorára. Tizenegy Mustang megsérült, három olyan súlyosan, hogy amikor néhány nap múlva Phenjanból visszavonultak, megsemmisítették.
1951. június 17-én 01:30 perckor Szuvon repülőterét két Po–2 bombázta. Mindkét kétfedeles egy-egy repeszbombát dobott le. Egy eredményes találat a 802-es Repülőmérnöki Zászlóalj gépkocsiállományában megrongált néhány felszerelést. Két bomba a 335. Elfogóvadász Század kiszolgálóterületén robbant fel. Egy F–86A Sabre (FU–334 / 49-1334) gép kigyulladt, amit az egyik bomba a szárnyán talált el. A gépet a tűz teljesen felemésztette. A további veszteségeket megakadályozandó, azonnali intézkedésként a többi gépet távolabb vontatták az égő Sabre-től. A rövid támadásban mégis nyolc másik F–86 is megsérült, közülük négy súlyosan. Egy F–86 pilóta megsebesült. Az északiak elismerésben részesítették ezért a rongáló támadásért La Woon Yung hadnagyot.
A déli erők által éjjeli látomásnak, rosszul észrevehető célpontnak (Bedcheck Charlie) nevezett Po–2 lelövése nagy nehézséget jelentett. Igaz, hogy az 1950-es években a radar az éjszakai vadászok alapfelszereltségéhez tartozott, de a fa és szövet anyagokból készült Po–2 annyira minimális radar jelet vert vissza, hogy az ellenséges vadászpilótáknak nehézséget jelentett a becserkészésük.
Leo Fournier amerikai koreai háborús veterán úgy emlékszik vissza "Bedcheck Charlie"-ra: "... senki sem tudta elkapni őket. Egyszerűen túlságosan alacsonyan repültek és túlságosan lassan."
1953. június 16-án Amerikai Tengerészgyalogság VMC-1 alakulatának AD–4 Skyraider csatarepülőgépének pilótája George H. Linnemeier őrnagy és Vernon S. Kramer (CWO) lelőtt egy szovjet építésű Po–2 kétfedeles repülőgépet. Ez volt az egyetlen dokumentált Skyraider légi győzelem a háború során. Egy F–94 Starfire elveszett, amikor 177 km/h sebességre lassult egy kétfedeles Po–2 elfogására tett kísérlet közben.

## Típusváltozatok
- U–2 – Alapváltozat, nagy számban gyártották mint kétüléses alapszintű kiképző és gyakorló repülőgép. Többféle változatát alakították ki polgári és katonai célokra, így készült könnyű szállító, kiszolgáló, felderítő és oktató változatokban. Motorja az M–11 típusjelű, 75 kW (100 LE) felszálló teljesítményű csillagmotor volt. A későbbi változatokba a növelt teljesítményű, 111 kW-os (150 LE) M–11 motorokat építették. Egyes gépeket zárt hátsó kabinnal építettek, szereltek, felszerelhető volt sítalppal vagy úszótalpakkal is.
- U–2A – Kétüléses légi permetező mezőgazdasági változat, melyet 86 kW-os (115 LE) M–11K csillagmotorral szereltek fel. 1944-től Po–2A jelzéssel gyártották.
- U–2AO: Kétüléses mezőgazdasági repülőgép
- U–2AP: Mezőgazdasági repülőgép, 1235 db épült 1930 és 1940 között, e típusnál a hátsó fülkét 200–250 kg vegyszer befogadására alkalmas tartályra cserélték.
- U–2G: Ennél a kísérleti repülőgépnél minden vezérlőt a kormányoszlopra szereltek. Mindössze egy repülőgép.
- U–2KL: Két repülőgépre kidudorodó védőtetőt szereltek a hátsó kabinhoz.
- U–2LS – Kétüléses alacsony-támadó, közvetlen légi támogató repülőgép. A repülőgép hátsó fülkéjét felfegyverezték egy 7,62 mm-es SKASZ géppuskával. Felszerelhető volt továbbá 120 kg-nyi légibombával és négy RSZ–82 földi célok elleni nem irányított rakétával is. Ismert volt még U–2VOM–1 jelzéssel is.
- U–2LPL: Kísérleti repülőgép hason fekvő vezetéshez.
- U–2M: Ezt a hidroplánverziót két nagy központi úszóval és két kis stabilizáló úszóval szerelték. Nem épült nagy számban. MU–2 néven is ismert.
- U–2P: Hidroplán változat, csupán korlátozott darabszámban készült, több változatban különböző elnevezésekkel.
- U–2SZ – 1934-től gyártott légimentő változat. Egy orvost és egy hordágyon elhelyezett sérültet tudott szállítani a pilóta mögött kialakított zárt kabinban. 1939-ben módosították, és a kabin tetejét megemelték. 1941-től az alsó szárnyak fölé szerelt hordágytartó dobozokat is használtak, vagy szerelhettek két dobozt ülő helyzetben szállítható sérültek részére az alsó szárnyak alatt.
- U–2SZSZ: Légimentő repülőgép.
- U–2SSZ: Vezérkari összekötő változat 1943-tól. Szélesebb törzset kapott hátul 4 személyes zárt kabinnal.
- U–2SZP: Polgári közlekedésre szánt változat, két utast tud szállítani különálló nyitott fülkékben, 1933-tól gyártották. Egyéb szerepkörökben pl. légifelmérés, légifotózásban is használták. Összesen 861 épült 1934 és 1939 között.
- U–2SZPL: Ez a limuzinváltozat kétszemélyes hátsó fülkével van szerelve.
- U–2UT: Kétüléses gyakorló repülőgép. 86 kW-os (115 LE) M–11D dugattyús csillagmotorral. Korlátozott darabszámban készült.
- U–2LNB: Szovjet Légierő éjszakai támadó változata, 1942-től gyártották. A repülőgépet felfegyverezték egy 7,62 mm-es SKASZ géppuskával, plusz a földi egységek támogatása miatt terhelhető volt szárny alatti bombákkal 250 kg-ig. Korábbi repülőgépeket rögtönzött módszerekkel alakították át bombázókká 1941-től.
- 'U–2VSZ: Kétüléses gyakorló és könnyű szállító repülőgép. Később Po–2VSZ névvel illették 1944 után.
- U–2NAK: Kétüléses éjszakai tüzérségi megfigyelő, felderítő repülőgép. 1943-tól építették.
- U–3: Továbbfejlesztett repülésoktató modell, 149 kW-os (200 LE) hét hengeres M–48 jelű csillagmotorral szerelve.
- U–4: Letisztult változat vékonyabb törzzsel; nem épült nagy számban.

– (Összes U–2 gyártmány: 33 000)
- Po–2: Háború utáni alapszintű kiképző változat.
- Po–2A: Háború utáni mezőgazdasági változat.
- Po–2GN: "Hang az égből" propaganda repülőgép, hangszóróval szerelve.
- Po–2L : Limuzin változat zárt kabinnal két utas számára.
- Po–2P : Háború utáni hidroplán változat; kis számban készült.
- Po–2SZ: Háború utáni légimentő változat, zárt hátsó kabinnal.
- Po–2SZ–1: Háború utáni mentő változat, hasonló a háború előtti U–2S típushoz.
- Po–2SZ–2: Háború után mentő változat M–11D dugattyús csillagmotorral hajtva.
- Po–2SZ–3: Háború utáni mentő változat, két szárny alatti dobozzal, mely mindegyikében egy-egy hordágyra fektetett beteget szállíthat. Po–2SKF néven is ismerték.
- Po–2SSZ: Vezérkari kommunikációs repülőgép, melyre zárt kabint szereltek a pilóta, valamint a két, vagy három utas számára.
- Po–2SZP: Háború utáni légifotós, térképész repülőgép.
- RV–23: Ezen a hidroplán változata az U–2 típusnak 1937-ben épült. Számos hidroplán magassági rekordkísérlethez használták, az RV–23 529 kW-os (710 LE) Wright R–1820–F3 Cyclone dugattyús csillagmotorral szerelve.
- CSS–13: Lengyel licenc változat, Lengyelországban WSK-Okęcie és WSK-Mielec gyárakban a második világháború után (1948 és 1956 között körülbelül 500 darab készült).
- CSS S–13: Lengyel légimentő változat zárt hátsó kabinnal és pilótafülkével és áramvonalasító gyűrűvel (1954 és 1955 között, 38 átépítés S–13 változatra).
- E–23: Kísérleti változat, 1934-ben készült a Szovjetunióban, a háton repülés tanulmányozására.

## Üzemeltetők
Albánia

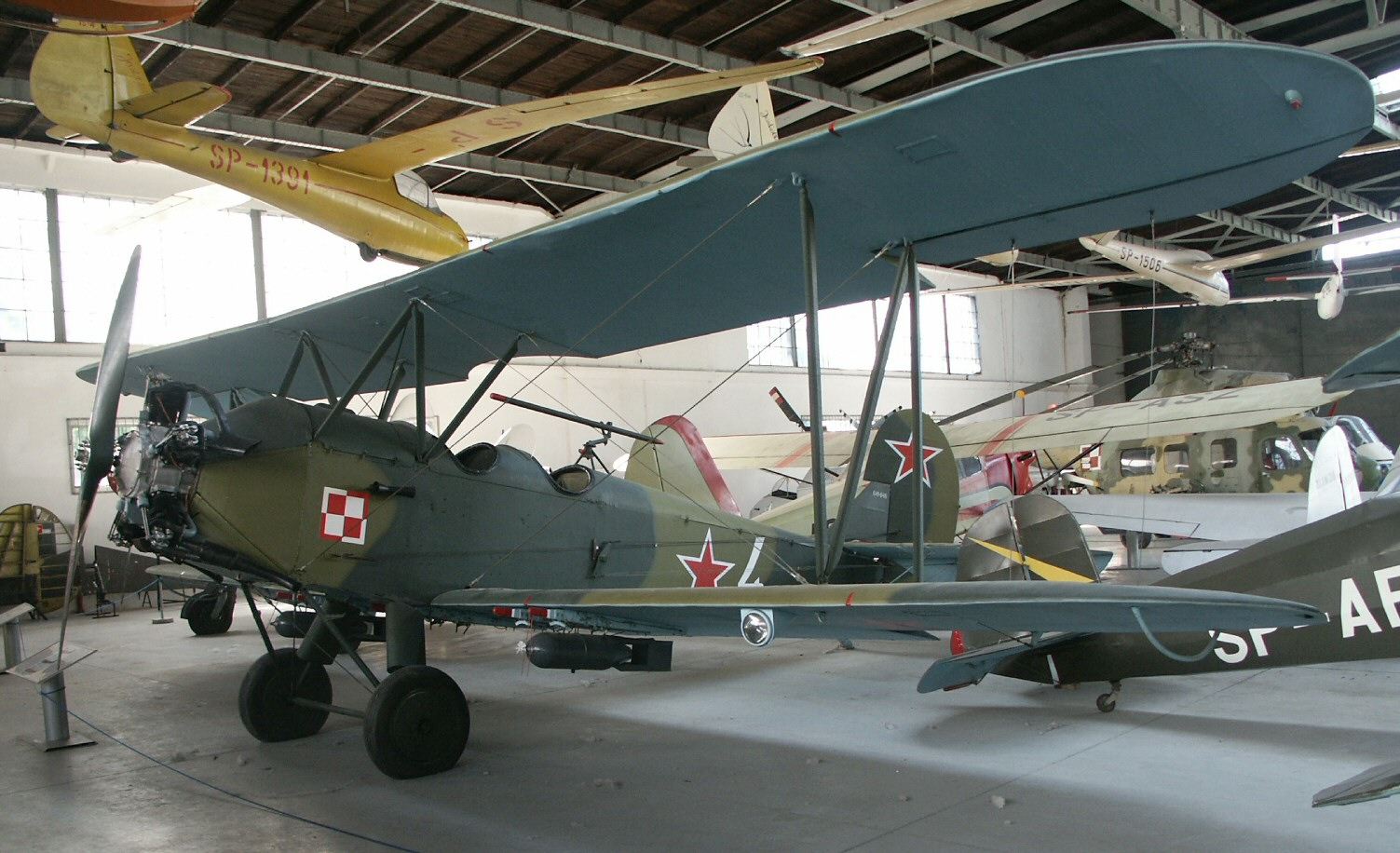
U–2LNB éjszakai támadó repülőgép 2. Lengyel Éjszakai Bombázó Ezred "Kraków"
(Lengyel Repülési Múzeum)

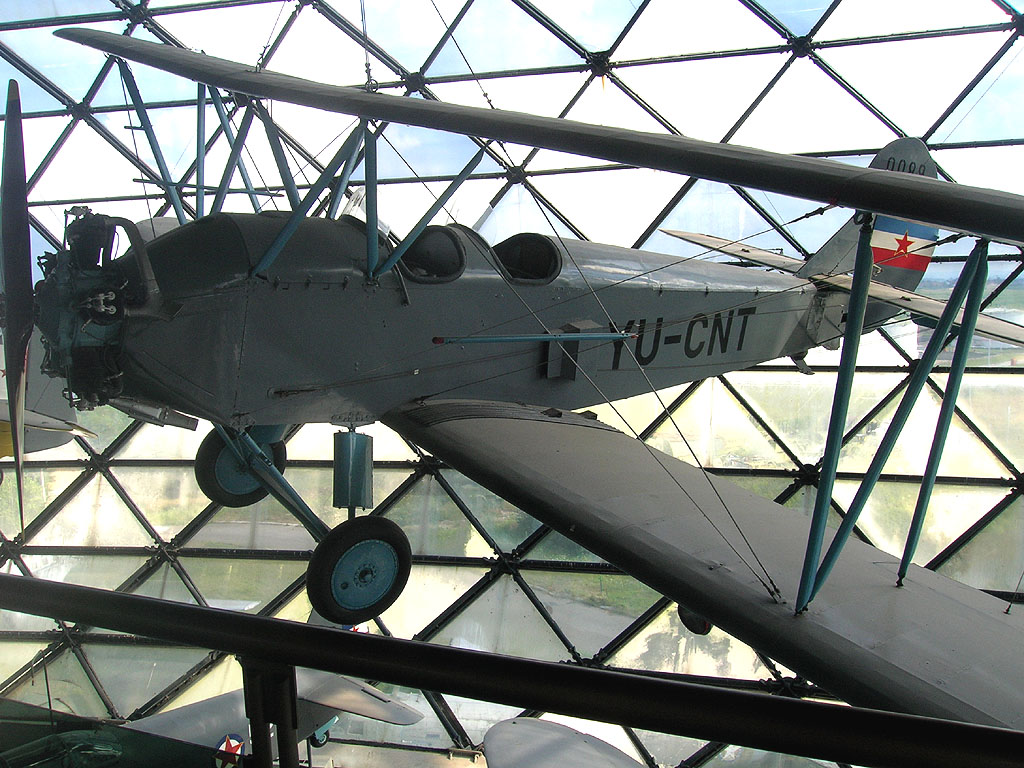
Polikarpov Po–2 Jugoszláv jelzésekkel, Belgrádi Repülési Múzeum, Szerbia

- Albán Légierő – 78 repülőgépet kapott 1950 és 1966 között, melyek 1985-ig szolgáltak.[14]

 Bulgária
- Bolgár Légierő – 10 db repülőgép 1949–1969 között[15]
- Polgári repülés

 Kína
- Kínai Légierő

 Csehszlovákia
- Csehszlovák Légierő – Átnevezték K–62 névre
- Slov-Air

 Finnország
- Finn Légierő

 Franciaország
- Szabad Francia Légierő – Po–2 gépek szolgáltak a Normandie-Niemen egységben.

 Harmadik Birodalom
- Luftwaffe (Wehrmacht) – zsákmányolt repülőgép.

 NDK
- Keletnémet Légierő

 Magyarország
- Magyar Néphadsereg – futár- és gyakorló repülőgépként alkalmazta.
- A MASZOVLET működtetett öt gépet légitaxiként az 1956-os forradalom előtt. Ezek többségét később mezőgazdasági gépként használták. A sportrepülésben vitorlázó vontatásra és ejtőernyős ugráshoz használták.

 Laosz
- Pathet Lao –

 Mongólia
- Mongolian Airlines
- Mongol Légierő

 Kínai Köztársaság
- Korean People's Air Force

 Lengyelország
- Air Force of the Polish Army (1947 után  Lengyel Légierő)
- LOT  – Öt Po–2 szolgált 1945 és46 között, 20 CSS–13 légi permetező 1953–1956.[16]
- Aeroklub Polski
- Polish Air Ambulance Service
- Polish Navy

 Románia
- Román Légierő - 45 repülőt kaptak 1949-ben
- Polgári repülés

 Szovjetunió
- Szovjet Légierő
- Aeroflot
- OSZOAVIAHIM
- DOSZAAF

 Törökország
- Turkish Air League (Turk Hava Kurumu) – két U–2-es kapott Törökország a Szovjetuniótól ajándékba 1933-ban a Török Köztársaság 10. évfordulója alkalmából.

 Jugoszlávia
- Jugoszláv Légierő – 120 repülőgép és 1944–1959 között[17]
  - 1st Transport Aviation Regiment (1944–1948)
  - 1st Training Aviation Regiment (1945–1952)
  - 2nd Training Aviation Regiment (1946–1948)
  - 184th Light Night Bomber Aviation Regiment (1948–1952)
  - Liaison Squadron of 1st Military Area (1952–1959)
  - Liaison Squadron of 3rd Military Area (1952–1959)
  - Liaison Squadron of 5th Military Area (1952–1959)
  - Liaison Squadron of 7th Military Area (1952–1959)
  - Liaison Squadron of 3rd Aviation Corps (1950–1956)

## Túlélő repülőgépek
- A Közlekedési Múzeum tulajdonában van mindkét magyarországi megmaradt példány:
  - Az egyik restaurált repülőgép a Goldtimer Alapítvány gondozásában a Budaörsi Reptéren repül. Ez a gép a veterán légibemutatók rendszeres vendége.[18]
  - A Közlekedési Múzeum másik gépe a Magyar Repüléstörténeti Múzeum szolnoki hangárában pihen.[19]
- A Shuttleworth Gyűjtemény Po–2-es gépeG-BSSY jelenleg repülőképes, az első repülése 2011. január 10-én volt.[20][21]
- Egy repülő Po–2 az Orosz Amatőr Repülők Szövetségénél, Tusino repülőtér, Moszkva.[22]
- Egy repülő Po–2 a Koroski Repülőklubnál, Mislinska Dobrava, Slovenj Gradec, Szlovénia.[23]
- Egy Po–2 a Fantasy of Flight gyűjtemény részeként Polk City, Florida, Amerikai Egyesült Államok.
- Egy Po–2 repülőképes állapotban, Military Aviation Museum gyűjtemény része; Virginia Beach, Virginia, USA.

## Fordítás
- Ez a szócikk részben vagy egészben  a   Polikarpov Po-2 című angol Wikipédia-szócikk ezen változatának fordításán alapul.  Az eredeti cikk szerkesztőit annak laptörténete sorolja fel. Ez a jelzés csupán a megfogalmazás eredetét és a szerzői jogokat jelzi, nem szolgál a cikkben szereplő információk forrásmegjelöléseként.